# Фарзалиев, Фирдовси Рафи оглы
Фирдовси Рафи оглы Фарзалиев (азерб. Firdovsi Rəfi oğlu Fərzəliyev; род. 10 июля 1993, Джейранбатан, Апшеронский район) — азербайджанский каратист. Бронзовый призёр чемпионата мира 2016 года. Победитель Европейских игр 2015 года и Всемирных игр 2017 года. Участник летних Олимпийских игр 2020.

## Биография
Родился 10 июля 1993 года в посёлке Джейранбатан Апшеронского района Азербайджана. Окончил Азербайджанскую государственную академию физической культуры и спорта.
На Европейских играх 2015 года в весовой категории до 60 кг завовевал золотую медаль, выиграв в финале Луку Мареска из Италии. Золотую медаль Фарзалиеву вручил Президент Азербайджана Ильхам Алиев.
29 июня 2015 года Фирдовси Фарзалиев за высокие достижения на I Европейских играх и большие заслуги в развитии спорта в Азербайджане был награждён орденом «Слава».
На чемпионате мира 2016 года в Линце Фирдовси Фарзалиев завоевал бронзовую медаль, одолев в решающем поединке каратиста из Марокко.
В 2017 году на Всемирных играх во Вроцлаве Фарзалиев занял первое место.
На Исламских играх солидарности 2017 года Фарзалиев занял третье место, завоевав бронзовую медаль.
В 2018 году на прошедшей в Берлине Премьер-лиге по карате Фарзалиев стал третьим. В июне 2019 года в премьер-лиге, которая прошла в Шанхае, Фарзалиев также завоевал бронзовую медаль.
На Европейских играх 2019 года Фарзалиев взял серебряную медаль, уступив лишь в финале чемпиону Европы 2017 года Калвису Калнинсу из Латвии.
11 июня 2021 года Фарзалиеву удалось войти в тройку лучших на лицензионном турнире в Париже, благодаря чему он завоевал лицензию на летние Олимпийские игры 2020 в Токио в весе до 67 кг.